# VfL Lübeck-Schwartau
Le VfL Lübeck-Schwartau est la section handball du VfL Bad Schwartau, club omnisports allemand basé à Bad Schwartau. Le siège de la section professionnelle de handball est établi à Lübeck depuis qu'elle a opté pour le statut de GmbH en 2002. L’appellation VfL Lübeck-Schwartau date quant à elle du 1er juillet 2017.

## Historique
Le club omnisports du MTV Bad Schwartau est fondé en 1863.
En 1966, la section de handball du VfL Bad Schwartau participe à la phase finale du Championnat d'Allemagne (de) puis à la première saison de la Bundesliga (de). Hormis lors de la saison 1968/69, le club évolue dans l'élite allemande jusqu'en 1976.
En 1989, le club recrute la star allemande Erhard Wunderlich et l'entraîneur yougoslave Zvonimir Serdarušić qui fera ensuite les belles heures du THW Kiel : tous deux ainsi que le jeune Thomas Knorr contribuent à ce que le club retrouve la Bundesliga (de). Les années suivantes, le club évolue alternativement entre les deux premières divisions.
En 1999, le club s'associe alors au HSV Lübeck, nouvellement créé, et devient le VfL Bad Schwartau-Lübeck. Si le club ne parvient pas à faire mieux que la 10e place en Championnat, il réalise l'exploit de remporter la Coupe d'Allemagne en 2001.
En 2002, l'association entre les deux entités est arrêtée : l'équipe réserve, qui évolue au niveau régional, devient l'équipe première du club tandis que le HSV récupère la place en Bundesliga et déménage sur la ville de Hambourg pour former le HSV Hambourg. 
À partir de l'été 2007, l'équipe est entraînée par le joueur-entraîneur Thomas Knorr. Sous sa direction, le VfL Bad Schwartau-Lübeck accède à la 2. Bundesliga en 2008. Depuis le 1er juillet 2017, l'équipe première concourt sous le nom de VfL Lübeck-Schwartau pour des raisons marketing. En 2024, le club évolue toujours en 2. Bundesliga depuis son accession en 2008.

## Palmarès
- Coupe d'Allemagne (1)
  - Vainqueur : 2001
- Supercoupe d'Allemagne
  - Finaliste : 2001
- 2. Bundesliga
  - Vainqueur : 1990, 1993, 1998

## Personnalités liées au club
- Thomas Knorr : joueur de 1975 à 1988 (junior), de 1988 à 1992 et de 2001 à 2002	et entraîneur joueur de 2007 à 2011
- Zvonimir Serdarušić : entraîneur de 1989 à 1990
- Wolfgang Schwenke (de) : joueur de 1976 à 1987 et de 1995 à 1996
- Goran Stojanović (de) : joueur de 1999 à 2002
- Pierre Thorsson : joueur de 1996 à 2001
- Erhard Wunderlich : joueur de 1989 à 1991

## Historique du logo

Ancien logo.
Logo actuel.